# Diocèse de Guanhães
Le diocèse de Guanhães (en latin, Dioecesis Guanhanensis) est une circonscription ecclésiastique de l'Église catholique au Brésil.
Son siège se situe dans la ville de Guanhães, dans l'État du Minas Gerais. Créé en 1985, il est suffragant de l'archidiocèse de Diamantina et s'étend sur 15 047 km2.
Son évêque depuis 2019 est Mgr Otacílio Ferreira de Lacerda.
|  |  |